# إيدوكسوريدين
إيدوكسوريدين هي العقاقير المضادة للفيروسات لمكافحة القوباء (مرض جلدي).
وهو عبارة عن مركب شبيه بالنيوكليسايد، شكل معدل من deoxyuridine، مشابه له بما يكفي لإدراجه في تكرار الحمض النووي الفيروسيviral DNA replication، لكن إضافة ذرة اليود إلى عنصر اليوراسيل يمنع ارتباط القواعد النتيروجينية. يتم استخدامه موضعيا فقط نظرا لسميته على عضلة القلب. تم تصنيعه من قبل Prusoff Williamفي أواخر 1950م في البداية وضع باعتباره دواء مضاد للسرطان، وأصبح إيدوكسوريدين أول مضاد للفيروسات في عام 1962.

## الاستخدام السريري
يستخدم إيدوكسوريدين أساسا موضعيا لعلاج القوباء)التهاب القرنية الفيروسي). تقرحات النسيج الطلائي، خصوصا الهجمات الأولية مع تقرحات الزوائد الشجرية، وهي الأكثر استجابة للعلاج، في حين أن العدوى بمشاركة الانسجة تكون أقل استجابة للدواء. إيدوكسوريدين غير فعال لعلاج القوباء(التهاب القرنية الفيروسي)النوع الثاني والنطاقي الحماقي.

## الآثار الجانبية
الآثار الجانبية الشائعة لقطرات العين وتشمل تهيج، وعدم وضوح الرؤية والضياء. قد يحدث تعكر القرنية وتلف ظهارة القرنية أيضا. [بحاجة لمصدر]

## تركيبات والجرعة
إيدوكسوريدين يتوفر إما مرهم للعين 0.5% أو محلول العيون 0.1%. الجرعة من المرهم هي كل 4 ساعات خلال النهار ومرة قبل النوم. الجرعة من الملحول هيقطرة واحدة في كيس الملتحمة كل ساعة خلال النهار، وكل ساعاتين خلال الليل حتى التحسن النهائي، ثم قطرة واحدة كل ساعتين خلال النهار وكل 4 ساعات خلال الليل. يستمر العلاج لمدة 3-4 أيام بعد الشفاء التام، كما يتبين من تصبغ فلوريسئين.

## التركيب

Idoxuridine synthesis: